# Jérôme Chiotti
Jérôme Chiotti (Millau, 18 januari 1972) is een Frans voormalig professioneel wielrenner, veldrijder en mountainbiker. Hij reed voor onder meer Festina-Lotus.
In 1996 werd hij wereldkampioen mountainbiken in Cairns, maar vier jaar later bekende hij epo te hebben gebruikt om deze titel te behalen. Hierop ging de titel naar de Zwitser Thomas Frischknecht.

## Belangrijkste overwinningen
1990
- Wereldkampioenschap veldrijden, Junioren

1995
- Frans kampioen veldrijden, Elite

1996
- Wereldkampioen cross country, Elite

1998
- Wereldkampioenschap cross country, Elite

1999
- Frans kampioen mountainbike, Elite

2001
- Frans kampioen mountainbike, Elite

## Resultaten in voornaamste wedstrijden
| Jaar | Ronde van Vlaanderen |
| ---- | -------------------- |
| 1996 | 109e                 |

Wielerploegen van Jérôme Chiotti
Arnould · 
Bourguignon · 
Bouvatier ·
Bozzi ·
Chiotti ·
Davion ·
Derique ·
Garel ·
Guesdon ·
Hennebert ·
Hubert ·
Kozlitin ·
Leblanc  ·
Lino ·
Millar ·
Obree ·
Pensec ·
van Poppel ·
Rokia ·
Vermote ·
Wüst
Arenas ·
Boscardin ·
Brochard ·
Chiotti ·
Dufaux ·
Goubert ·
Halgand ·
Henry ·
Hervé ·
Hodge ·
Jeker ·
Laukka ·
Martin ·
Michaelsen ·
Moreau ·
Plaza ·
Robin ·
Tebaldi ·
Teyssier · 
Torres · 
Virenque ·
Gougot (stagiair) ·
Vifian (stagiair) 
Arenas ·
Bassons ·
Boscardin ·
Brochard ·
Chiotti ·
Dufaux ·
García ·
Goubert ·
Halgand ·
Hernández ·
Hervé ·
Hodge ·
Jeker ·
Laukka ·
Lebreton ·
Magnien ·
Martin ·
Michaelsen ·
Moreau ·
Plaza ·
Robin ·
Tebaldi ·
Virenque ·
Barbier (stagiair) ·
Vifian (stagiair) 
Bassons ·
Bortolami ·
Boscardin ·
Bouvard ·
Brochard  ·
Chiotti ·
Dufaux ·
García ·
Halgand ·
Hernández ·
Hervé ·
Jeker ·
Laukka ·
Laurent ·
Lebreton ·
Lefèvre ·
Magnien ·
Medan ·
Moreau ·
Rous ·
Stephens ·
Tebaldi ·
Virenque ·
Wüst ·
Bernard (stagiair) ·
Bodrogi (stagiair) ·
Korff (stagiair) 
- International Standard Name Identifier: 0000 0000 0111 0130
- Library of Congress Control Number: no2015061568
- MusicBrainz: 8bd9b985-1796-4a1a-ae60-3ec6b13e2af0
- Système universitaire de documentation: 055337325
- Virtual International Authority File: 56783904
- WorldCat: E39PBJvCRf6hB8My3QrHtQxbh3